# Aegyptobia forma
Aegyptobia forma är en spindeldjursart som beskrevs av Mohammad Nazeer Chaudhri 1972. Aegyptobia forma ingår i släktet Aegyptobia och familjen Tenuipalpidae. Inga underarter finns listade i Catalogue of Life.